# シュヴァリエ・ポール (大型駆逐艦)
シュヴァリエ・ポール (Chevalier Paul) はフランス海軍の大型駆逐艦。ヴォークラン級。

## 艦歴
1931年2月28日起工。1932年3月21日進水。1934年7月20日就役。
第5駆逐隊に所属して1940年はノルウェー作戦に参加し、その後6月14日には重巡洋艦「アルジェリー」、「フォッシュ」等と共にイタリアのヴァード・リーグレ、サヴォーナ砲撃に参加した（ヴァード作戦）。
1941年6月、イギリス軍はフランス領シリアへの侵攻を開始（エクスポーター作戦）。6月11日、5.45インチ砲の弾薬を積んだ「シュヴァリエ・ポール」はトゥーロンを出港しシリアへ向かった。たが、この動きはイギリス側に知られており6月15日18時15分に偵察機により発見される。それを受けてキプロスからソードフィッシュ雷撃機6機が発進し6月16日3時にシュヴァリエ・ポールを発見。「シュヴァリエ・ポール」はソードフィッシュ1機を撃墜するも被雷し、6時45分に沈没した。生存者は駆逐艦「ゲパール」と「ヴァルミ」によって救助された。